# Método de patios

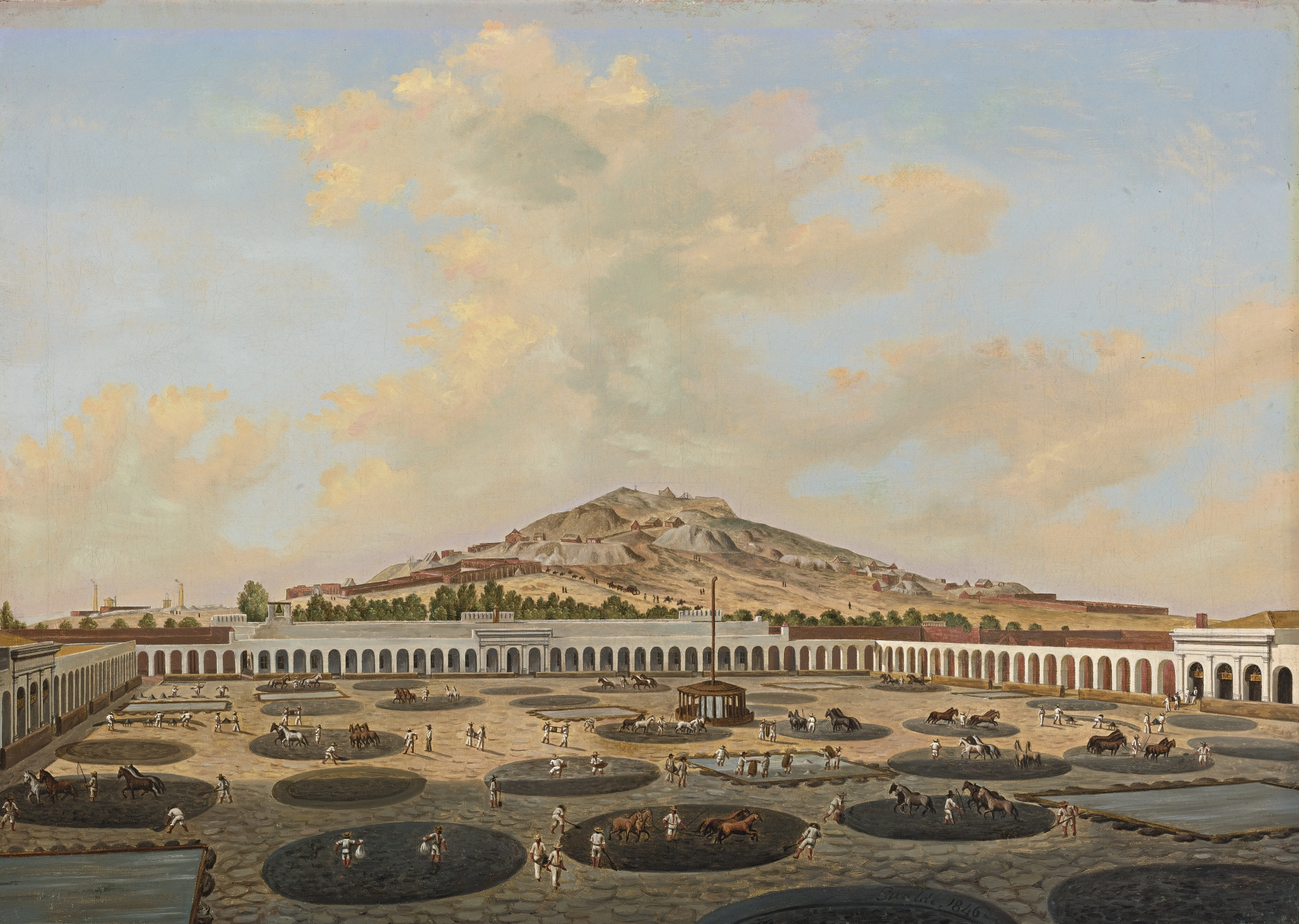
Labores del método de patios en la Hacienda Nueva de Fresnillo de González Echeverría, Zacatecas (Pietro Gualdi, 1846)

En minería, el método de patios es un proceso para extraer plata de las menas del metal. El proceso fue inventado por Bartolomé de Medina en Pachuca, México, en 1554.
Fue el primer proceso en utilizar la amalgamación con mercurio para recuperar la plata del mineral. Reemplazó a la fundición como el método principal para extraer plata del mineral en los virreinatos españoles en las Américas y en la propia península. Otros procesos de amalgamación se desarrollaron posteriormente, siendo destacables por su importancia el método de los cazos y su variante, el proceso Washoe. Los métodos utilizados para la separación de la plata generalmente diferían de los usados con el oro, aunque a veces también se usaba la amalgama con mercurio para extraer oro.

## Desarrollo del método de patios
Bartolomé de Medina fue un exitoso comerciante español que quedó fascinado por el problema de la disminución de los rendimientos de plata en los minerales extraídos en la América española. A mediados del siglo XVI, era bien conocido en España que la producción de plata americana estaba disminuyendo debido al agotamiento de los minerales de alta ley y al aumento de los costos de producción. Las Leyes Nuevas, que prohibían la esclavitud de los indios, habían dado como resultado costos laborales más altos cuando los mineros obtuvieron el derecho al trabajo asalariado y los esclavos africanos se hicieron cada vez más caros. Estos costos de producción más elevados hicieron que la minería y la fundición de los minerales de plata se hicieran prohibitivamente caros, coincidiendo con la cada vez menor disponibilidad de minerales de alta ley.
Bartolomé de Medina inicialmente enfocó su atención en aprender sobre los nuevos métodos de las fundiciones en España. Durante sus investigaciones entró en contacto con un alemán, conocido tan solo como el "Maestro Lorenzo", quien le dijo que la plata podía extraerse de los minerales usando mercurio y una salmuera de agua salada. Con este conocimiento, Medina abandonó España en dirección a Nueva España (México) en 1554, donde estableció una refinería de patios modelo para probar la efectividad de la nueva tecnología. En general, se le atribuye a Medina la adición de "magistral" (un sulfato de cobre) a la solución de mercurio y agua salada para catalizar la reacción de amalgamación. Sin embargo, algunos historiadores afirman que los minerales locales ya contenían suficientes sulfatos de cobre y que no se necesitaba magistral adicional. Independientemente de si la contribución de Medina fue completamente original o no, difundió su proceso entre los mineros locales y pudo obtener una patente del Virrey de Nueva España, Luis de Velasco y Ruiz de Alarcón. Como resultado, generalmente se le atribuye la invención de la amalgama de plata en la forma del método de patios.

## Elementos básicos del método de patios

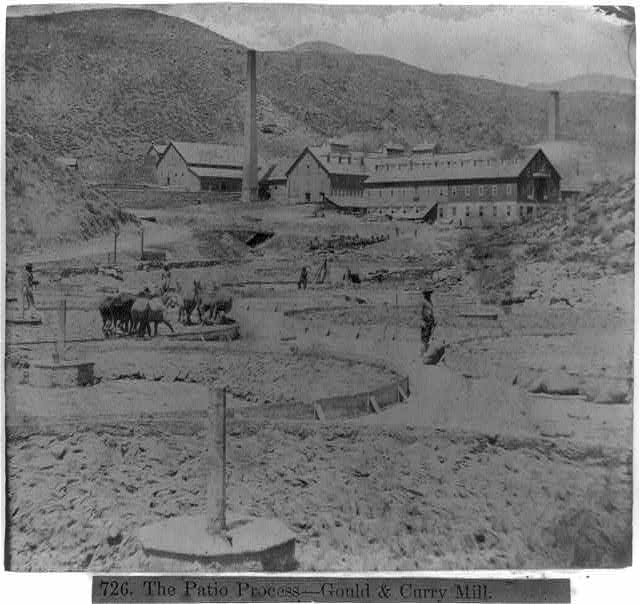
Método de patios en las instalaciones del Gould & Curry Mill, en la Veta Comstock, Estados Unidos, 1866

Los minerales de plata se trituraban (generalmente mediante "arrastras" o bien con molinos de pisón) hasta obtener un limo fino que se mezclaba con sal común, agua, magistral (esencialmente una forma impura de sulfato de cobre) y mercurio; y se extendía en capas gruesas (de 0.30 a 0.61 m) en patios (recintos abiertos de paredes de poca altura). Se hacían caminar caballos por los patios para que mezclaran con sus cascos aún más los componenentes que formaban el lodo. Después de semanas de mezclado y exposición al sol, una reacción compleja convertía el mineral de plata en metal nativo, que formaba una amalgama con el mercurio, posibilitando su recuperación. La cantidad de sal y de sulfato de cobre variaba entre un cuarto de libra a diez libras del uno o del otro, o de ambos, por tonelada de mineral tratado. La decisión de cuánto agregar de cada ingrediente, cuánta mezcla se necesitaba y cuándo detener el proceso dependía de la habilidad del azoguero. La pérdida de mercurio en los procesos de amalgamación era generalmente de una a dos veces el peso de la plata recuperada.
El método de patios fue la primera forma de amalgamación. Sin embargo, no está claro si este proceso o un proceso similar, en el que la amalgama se producía en cubas con calentadas en lugar de patios abiertos, fue la forma predominante de amalgamación en Nueva España, ya que la primera ilustración conocida del método de patios data de 1761. Existen pruebas sustanciales de que ambos procesos se usaron desde una fecha temprana en Nueva España, mientras que los patios abiertos nunca se adoptaron en Perú. Los dos métodos requerían la trituración de mineral, y los refinadores construyeron rápidamente las instalaciones necesarias para procesar el mineral una vez que se introdujo la amalgamación. Hacia el siglo XVII, los molinos hidráulicos se convirtieron en el sistema más habitual para realizar esta tarea, tanto en Nueva España como en el Perú.
Debido a la dependencia de la amalgamación respecto al mercurio, el incremento de la producción de mercurio llegó a ser fundamental para la expansión de la producción de plata. Desde poco después de la invención de la amalgama de mercurio hasta el final del período virreinal, la corona española mantuvo un monopolio sobre la producción y distribución de mercurio, debido a que el principal yacimiento se encontraba en Almadén, asegurando un suministro constante de ingresos reales. Las fluctuaciones en los precios del mercurio generalmente resultaron en aumentos y disminuciones correspondientes en la producción de plata.

## Visión histórica general
La sustitución del proceso de fusión por el de amalgamado en las Américas no solo supuso la finalización de la crisis de la producción de plata a mediados del siglo XVI, sino que también inauguró una rápida expansión de la producción en Nueva España y Perú, ya que los mineros podían extraer de manera rentable minerales de menor ley. Como resultado de esta expansión, las Américas se convirtieron en el principal productor de plata del mundo, produciendo tres quintas partes del suministro de plata del mundo antes de 1900.
Si bien una serie de factores dieron como resultado el uso mínimo de mano de obra india obligada en la producción de plata mexicana, la introducción de la amalgamación de la plata permitió una expansión de la producción en Perú que tuvo profundas consecuencias para la población nativa de Perú. Francisco de Toledo, el Virrey del Perú en la década de 1570, vio la amalgama como la clave para expandir la producción de plata peruana. Alentó a los mineros a adoptar la amalgamación y a localizar y explotar minas de mercurio. Más significativamente, para proporcionar suficiente mano de obra para acomodar la expansión de la minería de plata a minerales de menor ley, Toledo organizó un proyecto de sistema de trabajo indio, denominado mitación. Bajo este sistema, miles de nativos fueron obligados a trabajar en minas de plata y mercurio por menos de los salarios de subsistencia. Doce mil trabajadores de tiro trabajaban regularmente en la mina más grande de las Américas, ubicada en Potosí, en la actual Bolivia. Los intentos de los nativos por evitar la mita condujeron al abandono de muchas aldeas indígenas en todo el Perú. La monopolización española de la refinación mediante la amalgamación eliminó a los nativos de lo que antes había sido una empresa dominada por ellos. La refinación representó el segmento más rentable de la producción de plata. Junto con la mita, la exclusión de los nativos de ser propietarios de refinerías contribuyó a la transformación de los nativos peruanos en una fuerza laboral mal pagada.
La rápida expansión de la producción de plata y la acuñación, posible gracias a la invención de la amalgama, se ha identificado a menudo como el principal impulsor de la revolución de los precios, un período de alta inflación que se extiende desde el siglo XVI hasta principios del siglo XVII en Europa. Los defensores de esta teoría argumentan que la dependencia de España de las monedas de plata de las Américas para financiar sus grandes déficits de la balanza de pagos dio lugar a una expansión general de la oferta monetaria europea y a la inflación correspondiente. Los críticos de la teoría, sin embargo, sostienen que la inflación fue realmente un resultado de las políticas de los gobiernos europeos y del crecimiento de la población.
Si bien el papel de la expansión de la producción de plata en la revolución de los precios puede ser discutido, esta expansión es a menudo reconocida como un ingrediente clave en la formación del comercio mundial del inicio de la época moderna. La producción hispanoamericana alimentó la demanda china de plata, lo que facilitó el desarrollo de extensas redes comerciales que conectaban Europa, África, Asia y las Américas a medida que los europeos intentaban acceder a los productos chinos.

## Lecturas relacionadas
- Bakewell, Peter J. Silver Mining and Society in Colonial Mexico: Zacatecas, 1540-1700. New York: Cambridge University Press 1971.
- Bakewell, Peter J. Miners of the Red Mountain: Indian Labor in Potosí, 1545-1650. Albuquerque: University of New Mexico Press 1984.
- Bakewell, Peter J., ed. Mining of Gold and Silver in the Americas. Brookfield, VT 1997.
- Brading, D.A. Miners and Merchants in Bourbon Mexico, 1763-1810. New York: Cambridge University Press 1971.
- Brading, D.A. and Harry E. Cross. "Colonial Silver Mining: Mexico and Peru." Hispanic American Historical Review 52 (19720): 545-79.
- Cole, Jeffrey A. The Potosí Mita 1573-1700. Compulsory Indian Labor in the Andes. Stanford: Stanford University Press 1985.
- Hoberman, Louisa. Mexico's Merchant Elite, 1590-1660: Silver, State, and Society. Durham: Duke University Press 1991.
- Patterson, C.C. "Silver Stocks and Losses in Ancient and Medieval Times," Economic History Review 25 (1972):205-33,
- Richards, J.F., ed. Precious Metals in the later Medieval and Early Modern Worlds. Durham: Duke University Press 1983.
- Whitaker, Arthur P. The Huancavelica Mercury Mine. Cambridge: Harvard University Press 1941.

- Datos: Q7145044